# Bárbara Hechavarría
Bárbara Hechavarría (Bárbara Hechavarría Aponte; * 6. August 1966 in Holguín) ist eine ehemalige kubanische Diskuswerferin.
Bei den Iberoamerikanischen Meisterschaften 1986 gewann sie Bronze.
1987 siegte sie bei den Zentralamerika- und Karibikmeisterschaften, 1988 bei den Iberoamerikanischen Meisterschaften und 1990 bei den Zentralamerika- und Karibikspielen.
1991 gewann sie bei den Panamerikanischen Spielen in Havanna und wurde Zwölfte bei den Weltmeisterschaften in Tokio.
Im Jahr darauf holte sie Silber bei den Iberoamerikanischen Meisterschaften und schied bei den Olympischen Spielen in Barcelona in der Qualifikation aus.
1993 wurde sie Sechste bei den Weltmeisterschaften in Stuttgart und verteidigte ihren Titel bei den Zentralamerika- und Karibikspielen, 1994 siegte sie bei den Goodwill Games und wurde beim Weltcup in London Vierte.
1995 folgte einer Silbermedaille bei den Panamerikanischen Spielen in Mar del Plata ein zehnter Platz bei den Weltmeisterschaften in Göteborg. Bei den Olympischen Spielen 1996 in Atlanta scheiterte sie erneut in der Vorrunde.
1997 siegte sie bei den Zentralamerika- und Karibikmeisterschaften und 1998 zum dritten Mal in Folge bei den Zentralamerika- und Karibikspielen.
Ihre persönliche Bestleistung von 68,18 m stellte sie am 17. Februar 1989 in Havanna auf.